# 제5기병연대 (미국)
제5기병연대 ("암흑의 기사단")는 미국 남북 전쟁 때부터 제1차 세계대전, 제2차 세계대전, 한국 전쟁, 베트남 전쟁, 걸프 전쟁] 등 수많은 미국이 참전한 주요 전쟁에서 활약하였다.
현재 제1기병사단 소속이다.
초기에는 기병 부대였다가 전차의 도입으로 기갑 부대가 되었다.  그러나 부대 명칭은 계속해서 기병(Cavalry)을 사용하고 있다.